# 政治正確
政治正确（英語：Political correctness）是避免使用可能冒犯他人之语言与行为的一种做法。在當代美国话语体系中，多指在言辞、行为、政策和文化產出等層面保護或避免歧視少数族群和弱勢團體，多與黑人權利保護運動、女权运动和非異性戀與非二元性別群體權利運動、環保主義（如動物保護）相結合，推廣且支持創建具DEI理念的多元化社會。
在較為早期，如苏联和东欧社会主义国家政治左派的语境中，則意味着恪守共产主义的“正统路线”，同“党的总路线”保持一致。衆人对其的争论並不指向同一义项。
政治正确会被認為是对言论自由的限制，要求具有影响力的政治人物、公众人物、传播媒体、教育机构在发表言论、传输信息时满足特定条件，如支持少數族群和弱勢團體之權益。政治不正确的言论行为或許会被批评，有当事人因而停職候查。過度激烈的政治正確則可能導致逆向歧視的發生。而“政治正确”的标准不尽相同，其判断被指取決於個人。

## 词源
“政治正确”是含混而语义多变的词語。根据美国学者的考证，首次出现形容词性的“政治正确”，是在1793年奇泽姆诉乔治亚州案的司法判决中提及：“祝酒词用‘美国’取代‘美国人民’这在政治上是不正确的（Not politically correct）”，即指人民而非国邦才拥有美国的真正权威。此时“政治正确”在字面意义上運用，并不带有意识形态色彩。此后“政治正确”概念也被淡忘。
20世纪的左翼思潮赋予了“政治正确”意识形态性质的内涵。1920年代，苏联共产党开始使用“正确”一词指代“符合党的路线”，意味着要在政治上有“正确”的思想和行为。1953年，在其著作《被禁錮的心靈》中使用了“政治正确”一词。20世纪三四十年代，“政治正确”用法转变为左翼内部嘲讽持不同政见者，表示某人过度依附党的路线而令人难以承受。“政治正确”在美国属于舶来品，儘管詞源較早，但延續的詞義主要源于20世纪的左翼思潮。
融合马克思主义传统的法蘭克福學派，批判西方文化元素，使“政治正确”在文化马克思主义的基础上进行社会革命和重建。1933年，纳粹势力掌控德国之后，法兰克福学派部分人前往美国，广泛传播文化左翼思想。其批判性直接影响民權運動時代的“政治正确”观念，反文化和女权问题成为美国“政治正确”讨论的主要议题。

## 释义

### 避免歧视
避免歧视是指，在涉及到特定群体、族裔、宗教与文化、地域或出身时，应避免伤害他们的利益与尊严。在语言方面，设置禁忌词，避免使用歧視語或者差別用語，尽量使用「中立」字眼和委婉用語。这种做法有其争议。
支持者認為：就总体而言，政治正確的用語有助於喚醒公眾的無意識的偏見，使得他們可以有一個更加正式的、無偏見的語言可以稱謂與大眾不同的人群，而避免「傷害」他們。它体现了对弱势群体的保护和过去公共历史与道德观的反思，可以说是人类文明进步的体现，是当前大多数国家及主流社会所认同的“政治正确”。「政治正確統計數據」是指經過「政治正確」考量而得出的統計數據，例如警察避免對特定族群進行不符合人口比例的截查，或者如果調查結果對某些少數族群不利時做出某些調整或直接不予公開，以免被認為對特定族群有偏見。
而批評政治正確的人士認為，政治正确只是在逃避问题，不能真正、有效地解决问题，禁止被指使用具有種族歧視和性別歧視的詞語，不仅會打壓言論自由，同時，政治正確成為最終追求時，必須因為避免冒犯某些群體、使其不快而犧牲事實上的準確度。在社會大眾感受到完全符合政治正確論述的看法與社會常識、事實真相和主流價值脫節太遠時，反而會造成反效果，促進種族歧視和性別歧視的思想。有批评观点指出，雖然政治正確追求的是減少社會對非主流群體的偏見，但某些人政治正確的“基本原則”從結果上而論是“把迫害者和被害者的道德位置顛倒過來”。当“政治正确”被反对者作为贬义词使用时，会带有讽刺性，近似于假道学、过度敏感、斤斤计较的意味，意指对弱势群体的保护之过度与无理，暗示其非“在事实上的正确”。

### 主流意识
“政治正确”概念的另一个内涵可以按其字面上的意義被使用，即“在政治上的正確”，指行动和思想与官方立场、社会主流价值观保持一致。例如，在中国大陆宣扬台独会面临被封杀的风险。相反，在中國大陆举报或批判“独派”则会收获高声量。批评者认为，一些人可能是機會主義者，“站在一個特定的政治立場上，擁有道德的光環”，做出一些符合當前政治風氣與生態、政治思想相關言行，“贏得個人的道德優越感”使然，称之为社会正义战士。

## 地域

### 美国
在美国，“政治正确”与黑人民权运动、女权运动和少數性別群體權利運動等社会运动，以及和平主义、環保主義等議题相结合。
黑人民权运动中，“政治正确”将批判性指向种族主义观念，反种族主义成为“政治正确”的内涵之一。“白人权利至上”的观念、对黑人的歧视称呼以及种族隔离的社会政策被视为“政治不正确”。这在事实上构成了“政治正确”的观念、语言和政策三重向度。女权运动中，“政治正确”首先将批判性指向男权主义和父權社會结构，反对歧视女性。另外，女权主义者也将“政治正确”的用法扩展至所谓的“性别战争”领域，将性别压迫、性别法西斯主义视为“政治不正确”。此后，同性平权议题扩展至性傾向领域，将对同性恋群体的歧视与压迫视为“政治不正确”。在语言方面，政治正确禁止在语言上歧视黑人、女性和同性恋，出现了早期的一批禁忌词，比如尼格羅（Negro）、黑鬼（Nigger）等词汇也成为禁忌，逐渐爲非裔美国人（African Americans）所替代。在政策上，在性别、种族等领域通过了一批法律和政策，比如，废除种族隔离、实行“肯定性行动”。
美国自由派提出保护弱势群体不受歧视和侵犯。但什么是弱势群体、什么样的言行是歧视和侵犯，并没有统一标准，容易受政治操纵。政治正確的定義，在不同群體中差異很大，如原教旨主義可能認為當今民主政府的政治正確是傾向人本主義無神論（而非中立）的政治正確，同時以捍衛自身的政治不正確為榮。激进女权主义認為自由國家的政治正確不過是沒有那麼父權、那麼厭女的代稱，並以自身的（反溫和派）政治正確信念為榮。
目前，弱势群体一般包括LGBT（包括男同性戀、女同性戀、双性恋和跨性别等非異性戀和非二元性別人士）有色人種和少数民族（拉美裔和非裔為主）、女性、非法移民、非基督教的宗教（理論上包括猶太教、伊斯蘭教、印度教、佛教等，在特定条件下單指伊斯兰教），甚至延伸到动物群体。2012年，紐約市教育部門列出了一份不適宜在小學測驗中出現的字詞清單，包括「生日」，以免引起不慶祝生日的信奉耶和華見證人派學生不快，「恐龍」則可能引起支持神創論家庭的學生不快，「有泳池的屋」也不應提及，以免引起家裡沒有泳池的人不快。該清單被批評為政治正確作祟。中国大陸《人民日报》認為，政治正确在西方國家出現了类似于中國大陸“文化大革命”時期上纲上线的思維方式。虽然政治正确有进步意义，但凡事过犹不及。
“政治正确”这一语词已在美国自由派和保守派的“文化战争”中扮演重要的角色，被认为是美国保守派用于论争的一种话语策略。很多美国人认为过分的政治正确已经对美国社会造成伤害。川普在2016年美国总统选举期间對民主党「政治正確」的公開挑戰，認為強調「政治正確」是美國當前最大的問題之一。沈旭暉認為川普之所以在共和黨黨內提名初選領先群雄，「反映美國社會對『政治正確』充滿反彈」，原因包括「政治正確」被認為已演變成「逆向歧視」，威脅言論自由。有評論認為不少美國人已對「政治正確」生厭，只是不敢說出來，川普就像是《國王的新衣》中的小男孩，說出眾人不敢說的真相。美國政治學家查爾斯·默里認為「政治正確」嚴重敗壞了美國的大學系統，讓美國的大學沒有發揮思想公開交流的應有的功能。他以「未婚母親產下兒童帶來的問題」為例，雖然它是存在於美國的一個嚴重問題，但是幾乎慘遭禁言，如果有人試圖公開談論這個問題，該人會被稱為種族主義者，因為很多這樣的問題出自非洲裔美國家庭，即使現在白人家庭也發生很多這樣的問題。但無論如何，提出這種問題的人還是會被稱為種族主義分子，及被冠上「指責生孩子的單身女性」、「妖魔化單身女性」的罪名。雖然解決問題需要了解問題以及背後的原因，但是人們不能公開談論這些問題的任何內容，部分人因為害怕受指責而不敢談論。在社交媒體上，一些人（通常是知名人物）或（知名）企業因為說了或做了一些被大眾認為是歧視弱勢群體的言論和行動，然後就被各種輿論抵制，其工作機會、商業代言、企業贊助，甚至其網絡影響力「全被取消」，被稱為「取消文化」。
然而另一方面，美國並無法律規範仇恨言論，事實上，美國法律沒有「仇恨言論」一詞，且在美國，仇恨言論是言論自由的一部分，在社會上會被視為仇恨言論的言論，在事實上受憲法第一修正案保障。

### 中国大陆
清代就有「民間政治正確」的情況，比如清時文人抄書、印書時，都盡量把「胡、虜、夷、狄」等字空白，或亂改成諧音字，雍正帝則認為這種政治正確是大不敬。
在中国大陆，当局执行的政治正确主要体现在，个体公开言行应与中国共产党及政府的长期方针、当下路线及主流思想保持一致。如被认为违背四项基本原则，即反对社会主义或中国共产党领导，以及区分对立中国共产党和中国人民的表述，都被视为政治不正确，甚者違法或获罪。作为延伸，在中國批评中國体制和国情，也会被指为政治不正确，因此中国网络开始使用谐音，开设网站辱骂中国共产党会被处罚甚至判刑。近年來因此被逮捕的人數大幅減少，甚至國內請願也沒有行動，不過取而代之的是國內網民（國內稱愛國者，國外稱小粉紅）嚴重的網絡暴力。
在历史议题上，肯定并洗白当代中国民主运动（中國網絡稱顏色革命）、近代侵华战争、殖民统治、下修南京大屠杀罹难人数、批斥毛泽东时代、六四清场等，都被认为政治不正确。作为延伸，在一般场合使用日本军旗、日本軍歌也属于政治不正确，在不适宜场合身着日式服装也会遭受指责。
在两岸议题上，中华人民共和国的一个中国原则要求媒体报道台湾新闻时，將中華民國國旗打馬賽克，将总统、院长、部长称为地区领导人、部门负责人，以示不承认中华民国政府的合法性。

### 香港
在香港，平等、保障人权等普世价值被普遍认为是政治正确，和平、理性、非暴力的抗争行为能赢得大多数市民支持。而官方认可的政治正确前提则是以“爱国、爱港”為名堂，支持建制派、其既得利益者或保守主義。

### 台湾
对泛蓝人士而言，反对台湾独立，主張中华民国宪法、中華民國國號等維持中華民國體制措施是政治正确。对泛绿人士而言，持臺灣本土化運動立场、主张去中国化是政治正确。
无论泛蓝或泛绿，反对“一国两制”或以中国大陆为主导的两岸统一、批評中国共产党则符合台湾社会的主流意识价值观和政府立场，是政治正确。例如，反對逃犯條例修訂草案運動期間，香港抗议者发起民间罢工活动，台湾手调饮品牌一芳水果茶表态，支持“一国两制”并谴责香港罢工，遭到一些台湾网友批評，部分政治人物和名人甚至发起抵制行动。关于解放军攻台议题，一般认为，“共軍登陸就投降”的投降主義說法「政治不正確」。
在1970年代，臺灣留學生刻苦上進、報效祖國（此指中華民國）的奮鬥精神被認為是政治正確（相對於耽於玩樂、好逸惡勞的留學生），以此作為題材的電影較易受金馬獎青睞；秦祥林兩度成為金馬影帝都是演出此類電影。

### 韩国
在韩国，有關朝鲜的议题涉及“政治正确”，任何同情、稱讚朝鮮的行为在韩国都是非法行为并将受到制裁（在軍事獨裁時代，共產黨是反政府人士的籠統稱呼）。

### 德国
在德国，涉及“政治正确”的议题有难民、犹太人、希特勒、第三帝国、移民、新纳粹、土耳其人等。极右翼会以贬义的口吻使用“政治正确”一词，认为这是“文化马克思主义”的一种表达。
2015年跨年夜德國數個城市發生大規模性侵事件後，由於犯案者大多是北非裔和阿富汗裔穆斯林難民，德國各級政府及媒體為了「支持收容外國難民」的政治正確而隱暪事件，在案情曝光後招致各界強烈批評，有評論認為「德國人為確保『政治正確』付出慘痛代價」，認為「政治正確」是「造成德國今天難民危機的根本原因」，「不惜代價的追求『政治正確』正在給德國、給歐洲製造混亂甚至悲劇」。
2018年1月23日德國愛麗絲沙羅蒙應用科技大學發表公告表示要抹去校園建築外牆上的詩《林蔭道》，詩歌中「一位走在林蔭道上觀看的男人，愛慕著鮮花與女人」被指帶有性別主義，招到學生會批評，在與校方討論和投票後，決定更改其他詩作。詩歌作者宮林格表示這是對藝術與詩歌創作自由的干預。跨部會性質的聯邦文化與媒體專署的聯邦議員古魯特思認爲校方的決議是「可怕的文化野蠻行動」，部分媒體也認爲大學是以政治正確之名干預藝術作品。

## 范畴

### 宗教节日
在有基督教传统的国家，许多宗教节日被设置为法定的公共节日。在政治正确的舆论氛围下，政府或学校、商场、雇主，甚至文学作品会淡化节日的宗教意味，以免冒犯非基督教徒，尤其是信仰其它宗教的人。如聖誕節被以「節日」、冬節（Winterfest）、冬季節日（Winter Holiday）代替。英國有商場在聖誕節時候禁止基督教組織頌唱聖誕歌，也禁止聖誕老人派送禮物。加拿大有政府部門明令禁止在辦公室掛上聖誕裝飾。有些西方國家用「節日快樂」（Happy Holidays）或「季節祝福」（Season's Greetings）來代替「聖誕快樂」（Merry Christmas）來祝福不信奉基督教或不慶祝西方節日的人。同样具有宗教意义的復活節会被称为春季節日（Spring Holiday）。學校的聖誕節假期、復活節假期被称作學期結束後假期。
澳大利亞，有部分基督教右派人士批評「政治正確」在實行時出現雙重標準，限制基督徒表達意見的言論自由，使基督徒成為政治正確雙重標準下的受害者。

### 宗教禁忌
有英國出版商要求作者避免在作品中提及豬、豬肉或與豬肉有關的東西（例如香腸），以免冒犯猶太人和穆斯林，不過有猶太人團體表示雖然猶太教禁止吃豬肉，但沒有禁止提及豬或豬肉，身為穆斯林的英國國會議員哈里德·馬哈穆德也認為在文學作品中禁止豬肉相關內容的做法是荒謬。另有意見認為出版社對豬肉的避忌是出於懼怕激進穆斯林而實行自我審查，譬如印度教徒視牛為神聖，不吃牛肉，出版社在印度的子公司卻沒有要求作者避免提及牛肉以免冒犯印度教徒。
英國教育被指受政治正確影響，有學生因為在上宗教課時候拒絕進行伊斯蘭教形式的禱告而遭受校方懲處；也有許多學校為了避免冒犯穆斯林和猶太教徒學生而不向非穆斯林和非猶太教徒學生提供有豬肉的午餐。

### 族裔文化
美國人在1960年代開始使用「African American」（非裔美國人）來代替以前的「Black People」（黑人）一詞，甚至是更早之前的「Negro”或“Nigger」（黑鬼）稱謂。但是這種稱謂取決於不同的時間、地點和人群，例如「Black People」這個詞算是中性，勉強通用，但今日美國白人或非裔都較少使用，改稱「African American」。而「Negro/Nigger」則被認為具種族主義意味，是惡劣的種族歧視。但是在非裔美國人之間，可能會使用此两稱謂來表示親暱，不過，如果這個稱謂被其他族群使用（尤其白人），則會被認為是嚴重的種族歧視。此外，使用「African American」也有本末倒置之嫌，因為佔社會多數的白人不會被稱呼為「歐裔美國人」。其他含有存在歧视意味的称呼还有：部分白种人被称为“Crackers”（直译“饼干”，意译“白鬼”,主要指東歐白人和美國南方窮白人）；东南亚尼格利陀人被称为矮黑人；美洲原住民被称为红番；澳洲原住民被称为土人等。
使用中國新年（英語：Chinese New Year）可能会冒犯其他东亚人，可称農曆新年（英語：Lunar New Year）、亞裔農曆新年（英語：Asian Lunar New Year）。但是，使用後者或為後者辯護，又會遭致中國人的不满，更有甚者会使用春节的直译（即“Spring Festival”）或音译（即“Chunjie”，但近年来中国内地民间部分人士更多呼吁使用此）亦或是“生肖+年”（即“The Year of XX（生肖名）”）的表述来代替
2009年，每日電訊報報道，英國一名6歲女童因為在學校內稱一名11歲黑人女生的臉像巧克力而被舉報，被投訴者的家長被告知該「種族主義事件」已被記錄在案。被投訴者的父親批評，校方對一名孩子的童言童語反應過度，「政治正確」已步向瘋狂。校方則表示事件未被記錄於電腦資料庫內。
2015年11月，法國巴黎發生連環恐怖襲擊後，一些右派人士认为西方国家多年来奉行的多元文化价值观和政治正確纵容了伊斯兰极端主义的泛滥。2016年7月，法國尼斯發生恐怖襲擊後，波蘭內政部長布拉查克認為事件是歐盟多年來推行多元文化主義政策和政治正確造成的後果，他表示「這種做法應該就此結束」。

### 生理因素
对于高龄人群，避免使用带有歧视意味的“老头”，改称“老人”，进一步的替代词还有長者、銀髮族、樂齡人士、先进、高龄人士、耆英等。对于患有疾病或身体缺陷的人群，例如避免使用瞎子，改成盲人，进一步称“視障人士”等。这类可能会冒犯他人的词语还有很多，如弱智（心智遲緩）、啞巴、聾子、疯子、殘廢、癡呆等等，不一一列举。

### 性别因素
英語使用者可以在頭銜使用「Mx.」取代「Mr.」或「Mrs.」以避免冒犯不認同自身生理性別的人士。主席是女性時，使用chairman被認為是「政治不正確」，改用chairwoman又被批評特別強調了女性的性別，改用中性的chairperson可避免爭議，或簡單用chair一詞稱呼主席。现时不少職業的稱呼也改用中性用語，以避免歧視女性及跨性別人士。例如，警察用中性的Police officer代替显化性别的Policemen/Policewomen，消防員也用中性的Firefighter，代替Firemen/Firewomen。词语“拉丁裔人士”可使用中性的「latinx」取代有性別指定意味的「latino」和「latina」。
中文环境中，如称變性人为跨性別人士；在法律允許同性婚姻的地區，将夫妻改为已婚伴侶，父母改称“雙親”。为避免歧视女性，将“夜間婦女候車區”改称“夜間安心候車區”。
護士在日文裡原稱看護婦（女）或看護士（男），後統一稱呼為看護師。

### 职业因素
避免使用歧视性的职业名称，如娼妓（妓女、「雞」）、男妓（「鴨」）等，代替以中性的性工作者。此外，避免「垃圾」等不雅詞語，如垃圾車駕駛員，改稱環衛車駕駛員，垃圾收集員改為環衛集中員。避免僕人、傭人等歧视用词，称为家務助理（香港）、家政服務員（中國大陸）、家事勞動者（台灣）。

## 延伸阅读

### 赞同意见
- Aufderheide, Patricia. (ed.). 1992. Beyond P.C.: Toward a Politics of Understanding. Saint Paul, Minnesota: Graywolf Press.
- Berman, Paul. (ed.). 1992. Debating P.C.: The Controversy Over Political Correctness on College Campuses. New York, New York: Dell Publishing.
- Gottfried, Paul E., After Liberalism: Mass Democracy in the Managerial State, 1999. ISBN 978-0-691-05983-9
- Jay, Martin., The Dialectical Imagination: A History of the Frankfurt School and the Institute of Social Research, 1923-1950, University of California Press, New Ed edition (March 5, 1996). ISBN 978-0-520-20423-2
- Switzer, Jacqueline Vaughn. Disabled Rights: American Disability Policy and the Fight for Equality. Washington DC: Georgetown University Press, 2003.

### 反对意见
- Buchanan, Patrick J.2002. The Death of the West, St Martin's Press.
- Dinesh D'Souza, Illiberal Education: The Politics of Race and Sex on Campus New York: Macmillan, Inc./The Free Press, 1991, ISBN 978-0-684-86384-9
- Henry Beard and Christopher Cerf, The Official Politically Correct Dictionary and Handbook, Villard Books, 1992, paperback 176 pages, ISBN 978-0-586-21726-9
- David E. Bernstein, "You Can't Say That! The Growing Threat to Civil Liberties from Antidiscrimination Laws,"（页面存档备份，存于） Cato Institute 2003, 180 pages ISBN 978-1-930865-53-2
- Daniel Brandt, "An Incorrect Political Memoir.", Lobster Issue 24: December 1992.
- William S. Lind, "The Origins of Political Correctness", Accuracy in Academia, 2000.
- Nat Hentoff, Free Speech for Me - But Not for Thee, HarperCollins, 1992, ISBN 978-0-06-019006-4
- Diane Ravitch, The Language Police: How Pressure Groups Restrict What Students Learn, Knopf, 2003, hardcover, 255 page.
- Nigel Rees, The Politically Correct Phrasebook: what they say you can and cannot say in the 1990s, Bloomsbury, 1993, 192 pages, ISBN 978-0-7475-1426-8
- Kors, Alan C.; Silverglate, Harvey A. . New York: Free Press. 1998. ISBN 0-684-85321-3.
- Arthur Schlesinger Jr., The Disuniting of America: Reflections on a Multicultural Society, W.W. Norton, 1998 revised edition, ISBN 978-0-393-31854-8
- Howard S. Schwartz, Revolt of the Primitive: An Inquiry into the Roots of Political Correctness, Piscataway, NJ: Transaction Publishers, 2003 Revised Paperback Edition ISBN 978-0-7658-0537-9
- Psychodynamics of Political Correctness - Published in Journal of Applied Behavioural Science（页面存档备份，存于）
- The Campaign Against Political Correctness
- 真正的多元　是毫不妥協地保護不當言論（页面存档备份，存于），天下雜誌

### 中立观点
- Debra L. Schultz. 1993. To Reclaim a Legacy of Diversity: Analyzing the "Political Correctness" Debates in Higher Education. New York: National Council for Research on Women.
- Wilson, John. 1995. The Myth of Political Correctness: The Conservative Attack on High Education. Durham, North Carolina: Duke University Press.